# Gray Gordon
Gray Gordon (* 4. Mai 1904 in Freeport, Illinois als Jerome Rohkar; † 18. Juli 1976 in New York City) war ein US-amerikanischer Saxophonist und Orchesterleiter im Bereich des Swing und der Populären Musik.

## Leben und Wirken
Gray Gordon begann seine Karriere als Bandleader mit einer fünfköpfigen Formation namens The Pretzel Five, als er noch die Highschool besuchte; sie spielte angeblich Dixieland Jazz bei Festen in seiner Heimatstadt. Mitte der 1920er Jahre zog Gordon nach Chicago, wo er bei den Seattle Harmony Kings und Elmo Macks Purple Derby Orchestra spielte. 1936 ging er nach New York City, wo er seine erste professionelle Band gründete. Nachdem er sich zunächst Gorden genannt hatte, nahm er während eines Engagements im Hotel Chase in St. Louis den Künstlernamen Gray Gordon an.
Gordon trat dann mit seinem Orchester Tic Toc Rhythm in Chicago auf, wo er mit seinem Schlagzeuger Frank Adams einen speziellen Tick-Tack-Rhythmus entwickelte, der zu seinem Erkennungsmerkmal für die Radiohörer wurde. Dieses auf Templeblocks erzeugte Uhrengeräusch wurde normalerweise von einem übertriebenen Posaunenton begleitet, bis dann die Band in die Eröffnungstakte des Songs einstieg. Berühmt wurden Gray Gordon and His Tic-Toc Rhythm vor allem durch ihr mehrere Monate währendes Engagement im Green Room des New Yorker Hotel Edison, wo sie zeitgleich mit den bekannten Tanzbands von Blue Barron und Little Jack Little auftraten; ihre Konzerte wurden vom hoteleigenen Radiosender jede Nacht übertragen. Die Erkennungsmelodie „One Minute To One“ wurde nie aufgenommen. Bandsänger war Cliff Grass, der auch Altsaxophon spielte. Er sang den kommerziell erfolgreichsten Titel der Band, „Blue In The Black of Night“, der auf Bluebird Records erschien. Grass ging dann Ende 1940 zu Guy Lombardo. Um 1940 erweiterte Gordon sein Orchester, in dem bis dahin nur drei Holz- und drei Blechbläser neben der Rhythmusgruppe tätig waren, zu einer Bigband-Formation. 1940/41 sang Meredith Blake in seiner Band.
Letzte Aufnahmen von Gray Gordon und seinem Orchester entstanden 1941 für Victor Records; in diesem Jahr wurden auch vier Soundies aufgenommen, bei denen die Band im Swing-Idiom spielte. 1945 löste Gordon sein Orchester auf. Danach war er in der Werbe- und Pressearbeit tätig und arbeitete dabei kurz für Les Paul, Mary Ford und für King Guion. In späteren Jahren war er in verschiedenen Hotels in Miami für Public Relations zuständig. Er starb 1976 an Krebs; er liegt auf dem Oakland Cemetery in seiner Heimatstadt Freeport (Illinois) begraben.

## Diskographische Hinweise
- The Uncollected – Gray Gordon and His Tic-Toc Rhythm Orchestra (Hindsight Records, 1939)